# Darby and Joan

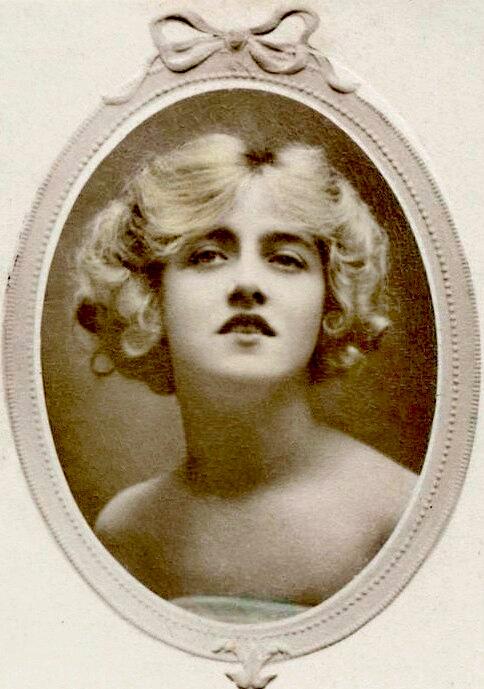
Ivy Close estrelou o filme

Darby and Joan é um filme de drama mudo britânico de 1919, dirigido por Percy Nash, estrelado por Derwent Hall Caine, Ivy Close, Meggie Albanesi e George Wynn. Foi baseado em uma história de Hall Caine e situado na Ilha de Man.

## Elenco
- Derwent Hall Caine - Patrick Gorry
- Ivy Close - Sheila Moore
- George Wynn - Reginald Stevenson
- Meggie Albanesi - Elin Gorry
- Joan Ritz - Lizzie
- Leal Douglas - Senhora Gorry
- Edward O'Neill - Sayle Moore
- Douglas Munro - Malatesta
- Ernest A. Douglas - Joseph Montague
- Edward Craig - David Montagne
- Mary Taviner - Sheila